# Buigny-Saint-Maclou
Buigny-Saint-Maclou är en kommun i departementet Somme i regionen Hauts-de-France i norra Frankrike. Kommunen ligger i kantonen Nouvion som tillhör arrondissementet Abbeville. År 2022 hade Buigny-Saint-Maclou 522 invånare.

## Befolkningsutveckling
Antalet invånare i kommunen Buigny-Saint-Maclou
| Referens: INSEE |